# Mimosa puberula
Mimosa puberula är en ärtväxtart som beskrevs av George Bentham. Mimosa puberula ingår i släktet mimosor, och familjen ärtväxter. Inga underarter finns listade i Catalogue of Life.